# Korets
Korets (ukrainsk: Корець, russisk: Корец, polsk: Korzec, jiddisch: קאריץ Koritz) er en by i Rivne oblast i Ukraine. Byen ligger ved floden Korchyk, 66 kilometer øst for Rivne. Den er administrativt centrum i Korets rajon.
Byen har 6.984 (2020) 6.982 indbyggere (2021).

## Historie
Korets, der siden 1150 har været kendt som Korchesk, blev befæstet af fyrst Theodor Ostrogski i slutningen af det 14. århundrede. På det tidspunkt var byen en del af Storhertugdømmet Litauen.
Mellem det 15. og 17. århundrede var Korets Slot sæde for det fyrstelige Huset Korets, der stammede fra hertug Narimantas af Volhynien. Efter den sidste fyrst Korecki's død i 1651 overgik det ved arv til den yngre linje af huset Czartoryski og blev dets hovedsæde, indtil denne linje uddøde i begyndelsen af 1800-tallet.

## Galleri
- Hovedgaden i Korets
- St. Anthonykirken
- Ruiner af Korets Slot
- Den hellige treenigheds kloster